# Екстернат
Екстерна́т — це форма здобуття освіти, яка передбачає самостійне вивчення загальноосвітніх програм загальної, середньої освіти з подальшою проміжною та державною (підсумковою) атестацією у загальноосвітньому закладі, що має державну акредитацію.
Екстернат дає можливість здобути середню освіту, не відвідуючи школу щодня. Також екстерн може пройти програму двох класів за один навчальний рік. 
Перевага екстернату полягає в тому, що він надає учню можливість зробити натиск на потрібних предметах, звільняє час для підготовки у вищий навчальний заклад, дозволяє поєднувати навчання у школі з роботою, з навчанням в іншому навчальному закладі чи гуртку. Можливе повністю самостійне навчання, екстерн складає лише іспити. 
Головний принцип екстернату — звільнити учня від щоденних занять у школі, зекономивши у такий спосіб час, проте забезпечивши учня повноцінною освітою. Система освіти влаштована так, що за мінімальний проміжок часу екстерн отримує максимальну кількість інформації. Учень засвоює програму самостійно, вчитель лише контролює ступінь засвоєння матеріалу. Для цього учень складає заліки та екзамени і на підставі позитивних результатів державної атестації отримує атестат державного зразка.

## Законодавче визначення
Екстернат – форма здобуття загальної середньої освіти, що передбачає самостійне, у тому числі прискорене, опанування екстерном змісту навчальних предметів певного освітнього рівня та/або за певний клас в обсязі, визначеному відповідним державним стандартом загальної середньої освіти, та отримання відповідного документа про освіту. 
Екстерн – особа, зарахована до загальноосвітнього навчального закладу для проходження річного оцінювання навчальних досягнень та/або державної підсумкової атестації. 

## Категорії осіб, які можуть претендувати на екстернат
Зарахування особи на екстернат для проходження річного оцінювання та/або атестації здійснюється за письмовою заявою повнолітньої особи або батьків (одного з батьків) неповнолітньої особи чи інших її законних представників.
Здобуття загальної середньої освіти за екстернатною формою не обмежується віком.
Екстернат організовується для осіб, які:
1. з поважних причин (стан здоров’я, проживання (перебування) за кордоном (для громадян України), на тимчасово окупованій території чи на території проведення антитерористичної операції (на період її проведення) або на території населених пунктів на лінії зіткнення, надзвичайні ситуації природного або техногенного характеру, збройний конфлікт тощо) не можуть відвідувати навчальні заняття в загальноосвітньому навчальному закладі або не можуть пройти річне оцінювання та/або атестацію;
2. не завершили здобуття загальної середньої освіти в навчальному закладі або є випускниками загальноосвітніх навчальних закладів минулих років і не мають результатів річного оцінювання з окремих навчальних предметів та /або не пройшли атестацію;
3. які навчалися або навчаються за кордоном (громадян України);
4. є іноземцями, особами без громадянства, які постійно проживають чи тимчасово перебувають в Україні, зокрема біженцями;
5. прискорено опанували зміст навчальних предметів одного або декількох класів, освітніх рівнів.

## Оцінювання
Порядок, форму та терміни проведення оцінювання екстернів затверджує керівник загальноосвітнього навчального закладу, у якому організовано екстернат.
Оцінювання екстернів за відповідний клас або рівень (початкової, базової або повної) загальної середньої освіти проводиться з усіх предметів інваріантної складової робочого навчального плану. Для проведення річного оцінювання відводиться 1 академічна година (один урок) з кожного предмета. Наслідком цього оцінювання є виставлення річної оцінки з кожного предмета.

## Законодавча база
Здобуття освіти у формі екстернату передбачено законами України: «Про освіту»; «Про загальну середню освіту»; «Про професійно-технічну освіту» та «Про професійний розвиток працівників» та підзаконними актами:
- Положення про екстернат у загальноосвітніх навчальних закладах, затверджене Наказом Міністерства освіти і науки України від 13.03.2017  № 369; [Архівовано 12 червня 2017 у Wayback Machine.]
- Наказ Міністерства освіти і науки України від 19.03.2001 № 127 «Про оплату праці педагогічних працівників за проведення атестації у екстернів». [Архівовано 24 вересня 2017 у Wayback Machine.]
- Положення про організацію екстернату у вищих навчальних закладах України, затверджене Наказом Міністерства  освіти України від 08.12.1995 № 340 (втратило чинність на підставі Наказу Міністерства освіти і науки № 1363 від 28.12.2015) [Архівовано 18 лютого 2017 у Wayback Machine.]